# 스나바 커피

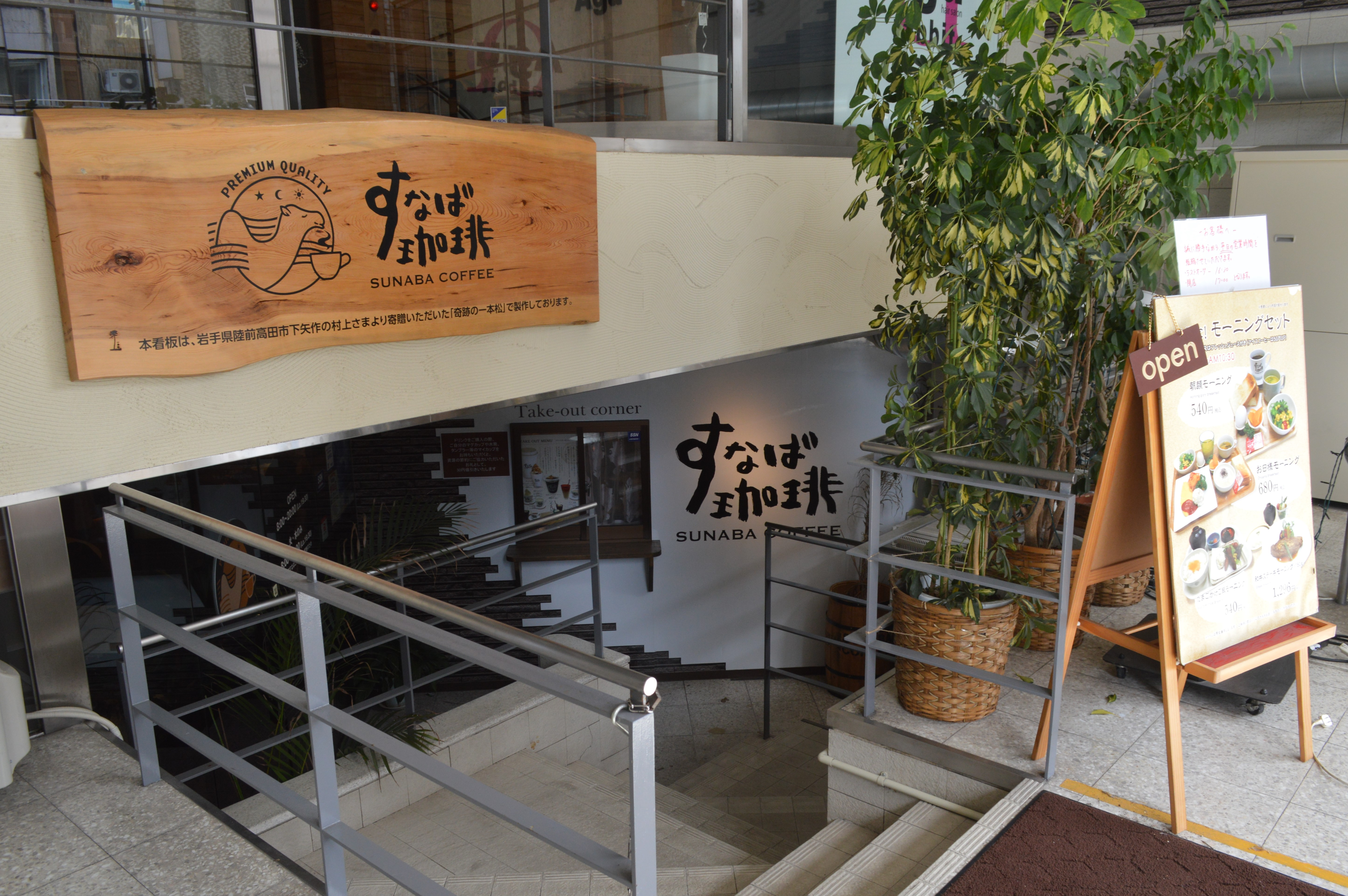
스나바 커피 "신" 돗토리 역 앞 점

스나바 커피(일본어: すなば 珈琲[*])는 일본 돗토리현에서 운영중인 커피 체인점이다. 2014년 시점의 돗토리현은 일본의 도도부현에서 유일하게 스타벅스 점포가 존재하지 않았다. 히라이 신지 돗토리현 지사는 '돗토리에는 스타바(스타벅스)는 없지만, 일본 제일의 스나바(돗토리 사구)가 있다"라는 발언을 바탕으로, 현지 기업 긴린 그룹이 카페 개점을 계획하였다. 같은 해 4월 22일, 돗토리시 돗토리역 앞에 스나바 커피의 1호점이 개점했다.